# Villers-aux-Érables
Villers-aux-Érables – miejscowość i gmina we Francji, w regionie Hauts-de-France, w departamencie Somma.
Według danych na rok 1990 gminę zamieszkiwało 96 osób, a gęstość zaludnienia wynosiła 22 osoby/km² (wśród 2293 gmin Pikardii Villers-aux-Érables plasuje się na 901. miejscu pod względem liczby ludności, natomiast pod względem powierzchni na miejscu 935.).